# Chloroclysta coraciata
Chloroclysta coraciata är en fjärilsart som beskrevs av Jacob Hübner 1796/99. Chloroclysta coraciata ingår i släktet Chloroclysta och familjen mätare. Inga underarter finns listade i Catalogue of Life.